# Hevlín
Hevlín är en ort i Tjeckien.   Den ligger i regionen Södra Mähren, i den sydöstra delen av landet, 210 km sydost om huvudstaden Prag. Hevlín ligger 178 meter över havet och antalet invånare är 1 366.
Terrängen runt Hevlín är platt. Runt Hevlín är det ganska tätbefolkat, med 56 invånare per kvadratkilometer. Närmaste större samhälle är Mikulov, 19,7 km öster om Hevlín. Trakten runt Hevlín består till största delen av jordbruksmark.